# کاهش قدرت
در ساخت کامپایلر ، کاهش قدرت یک روش  بهینه سازی کامپایلر است که در آن عملیات های پر هزینه با عملیات معادل اما کم هزینه تر جایگزین می شوند.  مثال برای کاهش قدرتی ضرب های  "قوی" در داخل حلقه را به جمع های "ضعیف تر" تبدیل می کند – چیزی که غالباً در آدرس دهی آرایه اتفاق می افتد. (Cooper, Simpson & Vick 1995)
مثال هایی  از کاهش قدرت عبارتند از: 
- جایگزینی ضرب در یک حلقه با یک جمع
- جایگزینی توان در یک حلقه با ضرب

## تجزیه و تحلیل کد
بیشتر زمان اجرای برنامه به طور معمول در یک بخش کوچک از کد (به نام منطقه داغ ) سپری می شود ، و آن بخش از کد اغلب در داخل یک حلقه است که بارها و بارها اجرا می شود. 
کامپایلر از روش هایی برای شناسایی حلقه ها و تشخیص ویژگی های مقادیر  در آن حلقه ها استفاده می کند. برای کاهش قدرت ،به داده های زیر نیازمند است : 
- ثابت های حلقه(Loop invariants):  مقادیری  که در داخل حلقه تغییر نمی‌کنند.
- متغیرهای القایی(induction variables):  مقادیری که در داخل هر اجرای  حلقه  تغییر  (مثل i در یک حلقه for) می کنند.

ثابت های حلقه(Loop invariants) در اصل  درون یک حلقه  ثابت هستند ، اما ممکن است مقدار آنها در خارج از حلقه تغییر کنند. متغیرهای القایی با مقادیر شناخته شده(خاصی) در حال تغییر هستند. شرایط نسبت به یک حلقه خاص است. هنگامی که حلقه ها تودرتو باشند  ، یک متغیر القایی در یک  حلقه بیرونی می تواند یک ثابت حلقه ای (Loop invariants) در یک  حلقه داخلی باشد. 

کاهش قدرت به دنبال عباراتی که شامل  ثابت حلقه ای (Loop invariants)و متغیر القایی می گردد. برخی از این عبارات را می توان ساده سازی  کرد. به عنوان مثال ، ضرب ثابت حلقه ای  c و متغیر القایی i 
```
c
 
=
 
7
;

for
 
(
i
 
=
 
0
;
 
i
 
<
 
N
;
 
i
++
)

{

  
y
[
i
]
 
=
 
c
 
*
 
i
;

}

```

 می تواند با جمع های ضعیف تر  پی در پی جایگزین شود 
```
c
 
=
 
7
;

k
 
=
 
0
;

for
 
(
i
 
=
 
0
;
 
i
 
<
 
N
;
 
i
++
)

{

  
y
[
i
]
 
=
 
k
;

  
k
 
=
 
k
 
+
 
c
;

}

```

## مثال  روش کاهش قدرت
در زیر مثالی وجود دارد که تمام ضرب های داخل  حلقه که از محاسبات آدرس دهی فهرست بندی  آرایه (array indexing address calculations)به وجود آمده اند با روش کاهش قدرت ،بهینه سازد. 

یک حلقه ساده را تصور کنید که یک  آرایه  را به  یک ماتریس هویت(identity matrix) می نشاند . 
```
for
 
(
i
 
=
 
0
;
 
i
 
<
 
n
;
 
i
++
)

{

  
for
 
(
j
 
=
 
0
;
 
j
 
<
 
n
;
 
j
++
)

  
{

    
A
[
i
,
j
]
 
=
 
0.0
;

  
}

  
A
[
i
,
i
]
 
=
 
1.0
;

}

```

### کد واسطه
کامپایلر کد زیر  را به عنوان گزاره زیر میبیند : 
```
0010
 
; for (i = 0, i < n; i++)

0020
  
{

0030
   
r1
 
=
 
#0            ; i = 0

0040
 
G0000:

0050
   
load
 
r2
,
 
n
           
; i < n

0060
   
cmp
 
r1
,
 
r2

0070
   
bge
 
G0001

0080

0090
   
; for (j = 0; j < n; j++)

0100
    
{

0110
      
r3
  
=
 
#0         ; j = 0

0120
 
G0002:

0130
      
load
 
r4
,
 
n
        
; j < n

0140
      
cmp
 
r3
,
 
r4

0150
      
bge
 
G0003

0160

0170
      
; A[i,j] = 0.0;

0180
      
load
 
r7
,
 
n

0190
      
r8
 
=
 
r1
 
*
 
r7
       
; calculate subscript i * n + j

0200
      
r9
 
=
 
r8
 
+
 
r3

0210
      
r10
 
=
 
r9
 
*
 
#8       ; calculate byte address

0220
      
fr3
 
=
 
#0.0

0230
      
fstore
 
fr3
,
 
A
[
r10
]

0240

0250
      
r3
 
=
 
r3
 
+
 
#1       ; j++

0260
      
br
 
G0002

0270
    
}

0280
 
G0003:

0290
   
; A[i,i] = 1.0;

0300
   
load
 
r12
,
 
n
          
; calculate subscript i * n + i

0310
   
r13
 
=
 
r1
 
*
 
r12

0320
   
r14
 
=
 
r13
 
+
 
r1

0330
   
r15
 
=
 
r14
 
*
 
#8         ; calculate byte address

0340
   
fr4
 
=
 
#1.0

0350
   
fstore
 
fr4
,
 
A
[
r15
]

0360

0370
   
;i++

0380
   
r1
 
=
 
r1
 
+
 
#1

0390
   
br
 
G0000

0400
  
}

0410
 
G0001:

```

 این کد آرایه 2 بعدی A را به عنوان یک آرایه 1 بعدی با ابعاد n * n تبدیل میکند ، به طوری که هر زمان که کد سطح بالا A [x ، y] را فرا میخواند ، از نظر داخلی(کامپایلر) A [(x * n) + y] برای هر مقدار  معتبر x و y داده می شود. 

### بهینه سازی های دیگر
کامپایلر شروع به انجام بسیاری از بهینه سازی های دیگر خواهد کرد – نه تنها کاهش قدرت. عباراتی که ثابت (invariant) در یک حلقه خارج از حلقه  برافراشته(hoisted) هستند  . ثابت ها را می توان در خارج از هر دو حلقه قرار داد - مانند ثبات های اعشاری fr3 و fr4. تشخیص اینکه برخی از متغیرها تغییر نمی‌کنند ، امکان ادغام ثبات ها را فراهم می آورد. n ثابت است ، بنابراین r2، r4، r7، r12 می توان آن ها را برافراشت و یا  از بین برد. مقدار مشترک i * n در r8 و r13  (برافراشته)محاسبه می شود ، بنابراین آنها از بین می روند. درونی ترین حلقه (0120-0260) از 11 به 7 دستورالعمل میانی کاهش یافته است. تنها ضربی که در پایین ترین حلقه باقی مانده است ، ضرب 8  در خط 0210 است. 
```
0010
 
; for (i = 0, i < n; i++)

0020
  
{

0030
   
r1
 
=
 
#0            ; i = 0

0050
   
load
 
r2
,
 
n

0130
 
;  load r4, n   killed; use r2

0180
 
;  load r7, n   killed; use r2

0300
 
;  load r12, n  killed; use r2

0220
   
fr3
 
=
 
#0.0

0340
   
fr4
 
=
 
#1.0

0040
 
G0000:

0060
   
cmp
 
r1
,
 
r2
           
; i < n

0070
   
bge
 
G0001

0080

0190
   
r8
 
=
 
r1
 
*
 
r2
         
; calculate subscript i * n

0310
 
;  r13 = r1 * r2 killed; use r8  ; calculate subscript i * n

0090
   
; for (j = 0; j < n; j++)

0100
    
{

0110
      
r3
  
=
 
#0         ; j = 0

0120
 
G0002:

0140
      
cmp
 
r3
,
 
r2
        
; j < n

0150
      
bge
 
G0003

0160

0170
      
; A[i,j] = 0.0;

0200
      
r9
 
=
 
r8
 
+
 
r3
       
; calculate subscript i * n + j

0210
      
r10
 
=
 
r9
 
*
 
#8       ; calculate byte address

0230
      
fstore
 
fr3
,
 
A
[
r10
]

0240

0250
      
r3
 
=
 
r3
 
+
 
#1       ; j++

0260
      
br
 
G0002

0270
    
}

0280
 
G0003:

0290
   
; A[i,i] = 1.0;

0320
   
r14
 
=
 
r8
 
+
 
r1
         
; calculate subscript i * n + i

0330
   
r15
 
=
 
r14
 
*
 
#8         ; calculate byte address

0350
   
fstore
 
fr4
,
 
A
[
r15
]

0360

0370
   
;i++

0380
   
r1
 
=
 
r1
 
+
 
#1

0390
   
br
 
G0000

0400
  
}

0410
 
G0001:

```

 برای بهینه سازی راه های بیشتری وجود دارد. ثبات r3 که متغیر اصلی  است در درونی ترین حلقه (0140-0260) است. هر بار از طریق حلقه 1 عدد افزایش می یابد. ثبات r8 (که در درونی ترین حلقه ،ثابت (invariant )است) به r3 اضافه می شود. به جای استفاده از r3 ، کامپایلر می تواند r3 را از بین ببرد و از r9 استفاده کند. حلقه به جای اینکه توسط r3 = 0 تا n-1 کنترل شود ، می تواند توسط r9 = r8 + 0 تا r8 + n-1 کنترل شود. این عملیات  چهار دستورالعمل را اضافه می کند و چهار دستورالعمل را از بین می برد ، اما اکنون  یک دستورالعمل کمتر در داخل حلقه وجود دارد. 
```
0110
 
;    r3  = #0   killed    ; j = 0

0115
      
r9
  
=
 
r8
         
; new assignment

0117
      
r20
 
=
 
r8
 
+
 
r2
      
; new limit

0120
 
G0002:

0140
 
;    cmp r3, r2  killed    ; j < n

0145
      
cmp
 
r9
,
 
r20
        
; r8 + j < r8 + n = r20

0150
      
bge
 
G0003

0160

0170
      
; A[i,j] = 0.0;

0200
 
;    r9 = r8 + r3 killed    ; calculate subscript i * n + j

0210
      
r10
 
=
 
r9
 
*
 
#8       ; calculate byte address

0230
      
fstore
 
fr3
,
 
A
[
r10
]

0240

0250
 
;    r3 = r3 + #1 killed    ; j++

0255
      
r9
 
=
 
r9
 
+
 
#1       ; new loop variable

0260
      
br
 
G0002

```

 اکنون r9 متغیر حلقه است ، ولی با ضرب 8 تعامل دارد. در اینجا ما می توانیم با روش  کاهش قدرت بهینه سازی انجام دهیم. ضرب در 8 را می توان به  جمع های  پی در پی  8 کاهش داد. اکنون هیچ ضرب در داخل حلقه وجود ندارد. 
```
0115
      
r9
  
=
 
r8
         
; new assignment

0117
      
r20
 
=
 
r8
 
+
 
r2
      
; new limit

0118
      
r10
 
=
 
r8
 
*
 
#8      ; initial value of r10

0120
 
G0002:

0145
      
cmp
 
r9
,
 
r20
        
; r8 + j < r8 + n = r20

0150
      
bge
 
G0003

0160

0170
      
; A[i,j] = 0.0;

0210
 
;    r10 = r9 * #8  killed  ; calculate byte address

0230
      
fstore
 
fr3
,
 
A
[
r10
]

0240

0245
      
r10
 
=
 
r10
 
+
 
#8      ; strength reduced multiply

0255
      
r9
 
=
 
r9
 
+
 
#1       ; loop variable

0260
      
br
 
G0002

```

 ثبات های r9 و r10 (= 8 * r9) هر دو دیگر  مورد نیاز نیستند. r9 را می توان در داخل حلقه از بین برد. حلقه اکنون 5 دستورالعمل است. 
```
0115
 
;    r9  = r8     killed

0117
      
r20
 
=
 
r8
 
+
 
r2
      
; limit

0118
      
r10
 
=
 
r8
 
*
 
#8      ; initial value of r10

0119
      
r22
 
=
 
r20
 
*
 
#8      ; new limit

0120
 
G0002:

0145
 
;    cmp r9, r20    killed  ; r8 + j < r8 + n = r20

0147
      
cmp
 
r10
,
 
r22
       
; r10 = 8*(r8 + j) < 8*(r8 + n) = r22

0150
      
bge
 
G0003

0160

0170
      
; A[i,j] = 0.0;

0230
      
fstore
 
fr3
,
 
A
[
r10
]

0240

0245
      
r10
 
=
 
r10
 
+
 
#8      ; strength reduced multiply

0255
 
;    r9 = r9 + #1   killed  ; loop variable

0260
      
br
 
G0002

```

### حلقه بیرونی
حال به کل کد نگاه میکنیم: 
```
0010
 
; for (i = 0, i < n; i++)

0020
  
{

0030
   
r1
 
=
 
#0            ; i = 0

0050
   
load
 
r2
,
 
n

0220
   
fr3
 
=
 
#0.0

0340
   
fr4
 
=
 
#1.0

0040
 
G0000:

0060
   
cmp
 
r1
,
 
r2
           
; i < n

0070
   
bge
 
G0001

0080

0190
   
r8
  
=
 
r1
 
*
 
r2
         
; calculate subscript i * n

0117
   
r20
 
=
 
r8
 
+
 
r2
         
; limit

0118
   
r10
 
=
 
r8
 
*
 
#8         ; initial value of r10

0119
   
r22
 
=
 
r20
 
*
 
#8        ; new limit

0090
   
; for (j = 0; j < n; j++)

0100
    
{

0120
 
G0002:

0147
      
cmp
 
r10
,
 
r22
       
; r10 = 8*(r8 + j) < 8*(r8 + n) = r22

0150
      
bge
 
G0003

0160

0170
      
; A[i,j] = 0.0;

0230
      
fstore
 
fr3
,
 
A
[
r10
]

0240

0245
      
r10
 
=
 
r10
 
+
 
#8      ; strength reduced multiply

0260
      
br
 
G0002

0270
    
}

0280
 
G0003:

0290
   
; A[i,i] = 1.0;

0320
   
r14
 
=
 
r8
 
+
 
r1
         
; calculate subscript i * n + i

0330
   
r15
 
=
 
r14
 
*
 
#8         ; calculate byte address

0350
   
fstore
 
fr4
,
 
A
[
r15
]

0360

0370
   
;i++

0380
   
r1
 
=
 
r1
 
+
 
#1

0390
   
br
 
G0000

0400
  
}

0410
 
G0001:

```

 اکنون چهار ضرب در حلقه بیرونی وجود دارد که ثبات R1 را افزایش می دهند. ثبات  r8 = r1*r2 در خط  0190 با روش کاهش قدرت میتواند قبل از ورود به حلقه (0055) و افزایشش توسط ثبات r2 در انتهای حلقه (0385) مقدار دهی شود . 
مقدار r8 * 8 (با شماره 0118) می تواند با مقدار دهی اولیه آن (0056) با کاهش قدرت و افزودن 8 * r2 به آن هنگام افزایش r8 (0386) مقدار آن کاهش یابد. 

ثبات r20 توسط متغیر ثابت  R2 هر بار از طریق حلقه در 0117 خط  افزایش می یابد. پس از افزایش ، در 8 ضرب می شود تا r22 در 0119 را بوجود آورد. این ضرب میتواند با روش کاهشی قدرتی با  اضافه کردن  8 * r2در هر  تکرار بار حلقه بهینه سازی شود. 
```
0010
 
; for (i = 0, i < n; i++)

0020
  
{

0030
   
r1
 
=
 
#0            ; i = 0

0050
   
load
 
r2
,
 
n

0220
   
fr3
 
=
 
#0.0

0340
   
fr4
 
=
 
#1.0

0055
   
r8
 
=
 
r1
 
*
 
r2
         
; set initial value for r8

0056
   
r40
 
=
 
r8
 
*
 
#8         ; initial value for r8 * 8

0057
   
r30
 
=
 
r2
 
*
 
#8         ; increment for r40

0058
   
r20
 
=
 
r8
 
+
 
r2
         
; copied from 0117

0058
   
r22
 
=
 
r20
 
*
 
#8         ; initial value of r22

0040
 
G0000:

0060
   
cmp
 
r1
,
 
r2
           
; i < n

0070
   
bge
 
G0001

0080

0190
 
; r8  = r1 * r2  killed    ; calculate subscript i * n

0117
 
; r20 = r8 + r2  killed - dead code

0118
   
r10
 
=
 
r40
           
; strength reduced expression to r40

0119
 
; r22 = r20 * #8  killed    ; strength reduced

0090
   
; for (j = 0; j < n; j++)

0100
    
{

0120
 
G0002:

0147
      
cmp
 
r10
,
 
r22
       
; r10 = 8*(r8 + j) < 8*(r8 + n) = r22

0150
      
bge
 
G0003

0160

0170
      
; A[i,j] = 0.0;

0230
      
fstore
 
fr3
,
 
A
[
r10
]

0240

0245
      
r10
 
=
 
r10
 
+
 
#8      ; strength reduced multiply

0260
      
br
 
G0002

0270
    
}

0280
 
G0003:

0290
   
; A[i,i] = 1.0;

0320
   
r14
 
=
 
r8
 
+
 
r1
         
; calculate subscript i * n + i

0330
   
r15
 
=
 
r14
 
*
 
#8         ; calculate byte address

0350
   
fstore
 
fr4
,
 
A
[
r15
]

0360

0370
   
;i++

0380
   
r1
 
=
 
r1
 
+
 
#1

0385
   
r8
 
=
 
r8
 
+
 
r2
         
; strength reduce r8 = r1 * r2

0386
   
r40
 
=
 
r40
 
+
 
r30
        
; strength reduce expression r8 * 8

0388
   
r22
 
=
 
r22
 
+
 
r30
        
; strength reduce r22 = r20 * 8

0390
   
br
 
G0000

0400
  
}

0410
 
G0001:

```

### آخرین ضرب
در آخر این دو حلقه ب که  تنها با یک عمل ضرب (در 0330) در حلقه بیرونی و هیچ ضرب در حلقه درونی باقی می مانند. 
```
0010
 
; for (i = 0, i < n; i++)

0020
  
{

0030
   
r1
 
=
 
#0            ; i = 0

0050
   
load
 
r2
,
 
n

0220
   
fr3
 
=
 
#0.0

0340
   
fr4
 
=
 
#1.0

0055
   
r8
 
=
 
r1
 
*
 
r2
         
; set initial value for r8

0056
   
r40
 
=
 
r8
 
*
 
#8         ; initial value for r8 * 8

0057
   
r30
 
=
 
r2
 
*
 
#8         ; increment for r40

0058
   
r20
 
=
 
r8
 
+
 
r2
         
; copied from 0117

0058
   
r22
 
=
 
r20
 
*
 
#8         ; initial value of r22

0040
 
G0000:

0060
   
cmp
 
r1
,
 
r2
           
; i < n

0070
   
bge
 
G0001

0080

0118
   
r10
 
=
 
r40
           
; strength reduced expression to r40

0090
   
; for (j = 0; j < n; j++)

0100
    
{

0120
 
G0002:

0147
      
cmp
 
r10
,
 
r22
       
; r10 = 8*(r8 + j) < 8*(r8 + n) = r22

0150
      
bge
 
G0003

0160

0170
      
; A[i,j] = 0.0;

0230
      
fstore
 
fr3
,
 
A
[
r10
]

0240

0245
      
r10
 
=
 
r10
 
+
 
#8      ; strength reduced multiply

0260
      
br
 
G0002

0270
    
}

0280
 
G0003:

0290
   
; A[i,i] = 1.0;

0320
   
r14
 
=
 
r8
 
+
 
r1
         
; calculate subscript i * n + i

0330
   
r15
 
=
 
r14
 
*
 
#8         ; calculate byte address

0350
   
fstore
 
fr4
,
 
A
[
r15
]

0360

0370
   
;i++

0380
   
r1
 
=
 
r1
 
+
 
#1

0385
   
r8
 
=
 
r8
 
+
 
r2
         
; strength reduce r8 = r1 * r2

0386
   
r40
 
=
 
r40
 
+
 
r30
        
; strength reduce expression r8 * 8

0388
   
r22
 
=
 
r22
 
+
 
r30
        
; strength reduce r22 = r20 * 8

0390
   
br
 
G0000

0400
  
}

0410
 
G0001:

```

 در خط 0320 ، r14 مجموع r8 و r1 است ، و r8 و r1 در حلقه افزایش می یابد. ثبات r8 توسط r2 (= n) = افزایش میابد(bumped ) و r1 توسط 1 افزایش میابد . در نتیجه ، r14  در هر بار تکرار حلقه n  + 1 افزایش می یابد. آخرین ضرب حلقه ، در خط  0330 می تواند  با روش کاهش قدرتی با افزودن (r2 + 1) * 8  در هر تکرار  حلقه بهینه شود . 
```
0010
 
; for (i = 0, i < n; i++)

0020
  
{

0030
   
r1
 
=
 
#0            ; i = 0

0050
   
load
 
r2
,
 
n

0220
   
fr3
 
=
 
#0.0

0340
   
fr4
 
=
 
#1.0

0055
   
r8
 
=
 
r1
 
*
 
r2
         
; set initial value for r8

0056
   
r40
 
=
 
r8
 
*
 
#8         ; initial value for r8 * 8

0057
   
r30
 
=
 
r2
 
*
 
#8         ; increment for r40

0058
   
r20
 
=
 
r8
 
+
 
r2
         
; copied from 0117

0058
   
r22
 
=
 
r20
 
*
 
#8         ; initial value of r22

005
A
   
r14
 
=
 
r8
 
+
 
r1
         
; copied from 0320

005
B
   
r15
 
=
 
r14
 
*
 
#8         ; initial value of r15 (0330)

005
C
   
r49
 
=
 
r2
 
+
 
#1

005
D
   
r50
 
=
 
r49
 
*
 
#8         ; strength reduced increment

0040
 
G0000:

0060
   
cmp
 
r1
,
 
r2
           
; i < n

0070
   
bge
 
G0001

0080

0118
   
r10
 
=
 
r40
           
; strength reduced expression to r40

0090
   
; for (j = 0; j < n; j++)

0100
    
{

0120
 
G0002:

0147
      
cmp
 
r10
,
 
r22
       
; r10 = 8*(r8 + j) < 8*(r8 + n) = r22

0150
      
bge
 
G0003

0160

0170
      
; A[i,j] = 0.0;

0230
      
fstore
 
fr3
,
 
A
[
r10
]

0240

0245
      
r10
 
=
 
r10
 
+
 
#8      ; strength reduced multiply

0260
      
br
 
G0002

0270
    
}

0280
 
G0003:

0290
   
; A[i,i] = 1.0;

0320
 
; r14 = r8 + r1   killed   ; dead code

0330
 
; r15 = r14 * #8   killed   ; strength reduced

0350
   
fstore
 
fr4
,
 
A
[
r15
]

0360

0370
   
;i++

0380
   
r1
 
=
 
r1
 
+
 
#1

0385
   
r8
 
=
 
r8
 
+
 
r2
         
; strength reduce r8 = r1 * r2

0386
   
r40
 
=
 
r40
 
+
 
r30
        
; strength reduce expression r8 * 8

0388
   
r22
 
=
 
r22
 
+
 
r30
        
; strength reduce r22 = r20 * 8

0389
   
r15
 
=
 
r15
 
+
 
r50
        
; strength reduce r15 = r14 * 8

0390
   
br
 
G0000

0400
  
}

0410
 
G0001:

```

 هنوز کار های بیشتری برای انجام هست. تاشو ثابت(Constant folding)  r1 = 0 را در مقدمه کد  شناسایی میکند ، بنابراین چندین دستورالعمل تمیز می شوند(کاهش میابند). ثبات r8 در حلقه استفاده نمی‌شود ، بنابراین می تواند از بین برود 

علاوه بر این ، r1 فقط برای کنترل حلقه مورد استفاده قرار گرفته است  ، پس r1 را می توان با یک متغیر القایی متفاوت مانند R40 جایگزین کرد. زیرا جایی که متغیر i  از 0 تا  n  تغیر میکند ، ثبات r40 از 0 تا8 * n * n تغییر میکند . 
```
0010
 
; for (i = 0, i < n; i++)

0020
  
{

0030
 
; r1 = #0            ; i = 0, becomes dead code

0050
   
load
 
r2
,
 
n

0220
   
fr3
 
=
 
#0.0

0340
   
fr4
 
=
 
#1.0

0055
 
; r8 = #0     killed     ; r8 no longer used

0056
   
r40
 
=
 
#0            ; initial value for r8 * 8

0057
   
r30
 
=
 
r2
 
*
 
#8         ; increment for r40

0058
 
; r20 = r2     killed     ; r8 = 0, becomes dead code

0058
   
r22
 
=
 
r2
 
*
 
#8         ; r20 = r2

005
A
 
; r14 =    #0  killed     ; r8 = 0, becomes dead code

005
B
   
r15
 
=
    
#0         ; r14 = 0

005
C
   
r49
 
=
 
r2
 
+
 
#1

005
D
   
r50
 
=
 
r49
 
*
 
#8         ; strength reduced increment

005
D
   
r60
 
=
 
r2
 
*
 
r30
         
; new limit for r40

0040
 
G0000:

0060
 
; cmp r1, r2    killed     ; i < n; induction variable replaced

0065
   
cmp
 
r40
,
 
r60
          
; i * 8 * n < 8 * n * n

0070
   
bge
 
G0001

0080

0118
   
r10
 
=
 
r40
           
; strength reduced expression to r40

0090
   
; for (j = 0; j < n; j++)

0100
    
{

0120
 
G0002:

0147
      
cmp
 
r10
,
 
r22
       
; r10 = 8*(r8 + j) < 8*(r8 + n) = r22

0150
      
bge
 
G0003

0160

0170
      
; A[i,j] = 0.0;

0230
      
fstore
 
fr3
,
 
A
[
r10
]

0240

0245
      
r10
 
=
 
r10
 
+
 
#8      ; strength reduced multiply

0260
      
br
 
G0002

0270
    
}

0280
 
G0003:

0290
   
; A[i,i] = 1.0;

0350
   
fstore
 
fr4
,
 
A
[
r15
]

0360

0370
   
;i++

0380
 
; r1 = r1 + #1   killed    ; dead code (r40 controls loop)

0385
 
; r8 = r8 + r2   killed    ; dead code

0386
   
r40
 
=
 
r40
 
+
 
r30
        
; strength reduce expression r8 * 8

0388
   
r22
 
=
 
r22
 
+
 
r30
        
; strength reduce r22 = r20 * 8

0389
   
r15
 
=
 
r15
 
+
 
r50
        
; strength reduce r15 = r14 * 8

0390
   
br
 
G0000

0400
  
}

0410
 
G0001:

```

## سایر عملیات کاهش قدرت
این ماده مورد اختلاف است. بعنوان  بهینه سازی پیله و تکالیف دستورالعمل توصیف بهتر توضیف شده است.
اپراتور روش کاهش قدرت ،از ریاضیات برای جایگزینی عملیات ها یواش با عملیات های سریع استفاده میکند. مزایا به پردازنده (CPU) هدف و گاهی اوقات به کد های اطراف(که میتواند بر در دسترس بودن واحد های کاری  درون پردازنده تاثیر داشته باشد)  بستگی دارد. 
- جایگزینی تقسیم عدد یا ضرب با توان 2 با یک تغییر حسابی یا تغییر منطقی [۲]
- جایگزینی ضرب عدد صحیح توسط ثابت با ترکیبی از شیفت ، اضافه یا تفریق
- جایگزینی تقسیم عدد صحیح توسط ثابت با ضرب ، با بهره گیری از محدوده عدد صحیح دستگاه. [۳] این روش همچنین در صورتی کار می کند که تقسیم کننده یک عدد غیرصحیح به اندازه کافی بزرگتر از 1 باشد ، به عنوان مثال √2 یا π. [۴]

| محاسبه اصلی                                | محاسبه جایگزینی                                         |
| ------------------------------------------ | ------------------------------------------------------- |
| y = x / 8                                  | y = x>> 3                                               |
| y = x * 64                                 | y = x <<6                                               |
| y = x * 2                                  | y = x <<1                                               |
| y = x * 15                                 | y = (x <<4) - x                                         |
| y = x / 10 (جایی که x از نوع uint16_t است) | y = ((uint32_t) x * (uint32_t) 0xCCCD)>> 19)            |
| y = x / π (جایی که x از نوع uint16_t است)  | y = (((uint32_t) x * (uint32_t) 0x45F3)>> 16) + x)>> 2) |

## متغیر القایی (یتیم)
متغیر القایی یا کاهش قدرت بازگشتی ، تابع برخی از متغیرهای در حال تغییر سیستماتیک را با یک محاسبه ساده تر با استفاده از مقادیر قبلی تابع جایگزین می کند. در یک زبان برنامه نویسی روندی(procedural) این عبارت برای یک عبارت شامل متغیر حلقه ای  کاربرد دارد و در یک زبان اعلامی برای استدلال یک تابع  بازگشتی اعمال می شود . مثلاً، 
```
 
f
 
x
 
=
 
...
 
(
3
 
**
 
x
)
 
...
 
(
f
 
(
x
 
+
 
1
))
 
...

```

 تبدیل می شود 
```
 
f
 
x
 
=
 
f'
 
x
 
1

 
where

  
f'
 
x
 
z
 
=
 
...
 
z
 
...
 
(
f'
 
(
x
 
+
 
1
)
 
(
3
 
*
 
z
))
 
...

```

 در اینجا عملکرد بازگشتی تغییر یافته f  پارامتر دوم z = 3 ** x را در اختیار شما قرار می دهد و اجازه می دهد محاسبات گران قیمت (3 * x) با ارزانتر (3 * z) جایگزین شود. 

## همچنین میتوانید نگاهی به موضوعت زیر بیندازید
- یادآوری
- ارزیابی جزئی
- ریشه مربع معکوس سریع

## نوشته ها
1. ↑  Steven Muchnick; Muchnick and Associates (15 August 1997). Advanced Compiler Design Implementation. Morgan Kaufmann. ISBN 978-1-55860-320-2.
2. ↑  In languages such as C and Java, integer division has round-towards-zero semantics, whereas a bit-shift always rounds down, requiring special treatment for negative numbers.
3. ↑  Granlund, Torbjörn; Peter L. Montgomery. "Division by Invariant Integers Using Multiplication" (PDF).
4. ↑  Jones, Nigel. "Division of integers by constants".